# クベット・エル＝ハワ
クベット・エル＝ハワ（クッベト・エル＝ハワ、Qubbet el-Hawa、アラビア語:  قبة الهوا）は、エジプトのアスワン市街の対岸、ナイル川西岸にある貴族の墓（英: Tombs of the Nobles〈Aswan Princes' Tombs〉）として知られる遺跡である。古代エジプトにおいて上エジプトの第1ノモス（州）であったエレファンティネの州都の北1キロメートル余りに位置する。主に古王国から中王国時代にかけて、知事や貴族の墓地としての役割を果たしたほか、新王国時代の墓、聖アントニオスのコプト修道院、それに頂上にはイスラム教の首長の小祠堂（墓）がある。
この遺跡地区は、1979年にユネスコ (UNESCO) の世界遺産として、上エジプトのさまざまな構造物とともに「アブ・シンベルからフィラエまでのヌビア遺跡群」の一部に登録されている。

## 名称

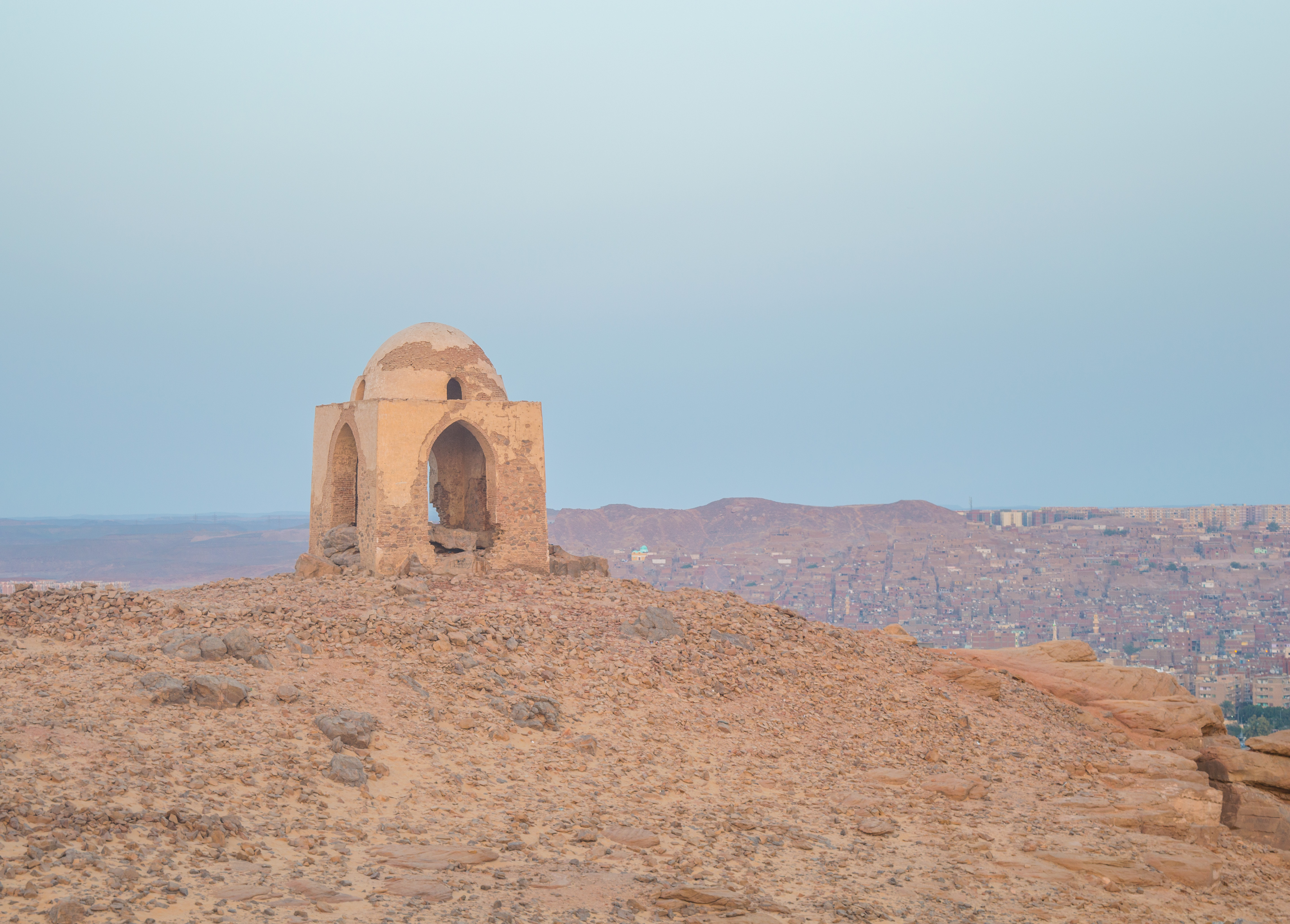
クベット・エル＝ハワ頂上の小祠堂

アスワンのクベット・エル＝ハワ（「風のドーム」の意）の呼称は、イスラムの首長（シャイフ〈シェイク〉）シディ・アリ (Sidi Ali〈Sidi Ali Bin el-Hawa, Ali Abu el-Hawa〉) の霊廟（マウソレウム）のドームによるが、考古学的には、通常イスラム教の墳墓が建てられたナイル川岸の頂の下手にある人工の段丘（テラス）に連なる知事（州候〈英: governors〉）らの岩窟墓群を指す名称として広く解される。

## 貴族の墓
クベット・エル＝ハワの地下墳墓 (Hypogeum〈複数 hypogea〉) である貴族の墓は、約100基発見されているが、なかでも主に知事の墓である大きな墳墓は、標高およそ 130–135メートル (427–443 ft) の段丘上に位置する。これら墳墓の壁面に刻まれた碑文には、諸王の名代としてのさまざまな遠征の記録などがあり、知事がその時代に果たした歴史的役割を明らかにするとともに、アスワンがエジプト国境の南門として、はるか南方のヌビア地域（スーダン）への探検や隊商交易の証拠を例示している。

### 古王国時代
多くは古王国時代（紀元前2686-2181年）のもので、後期の上エジプト第1ノモス（州）の葬制より知見がもたらされる。

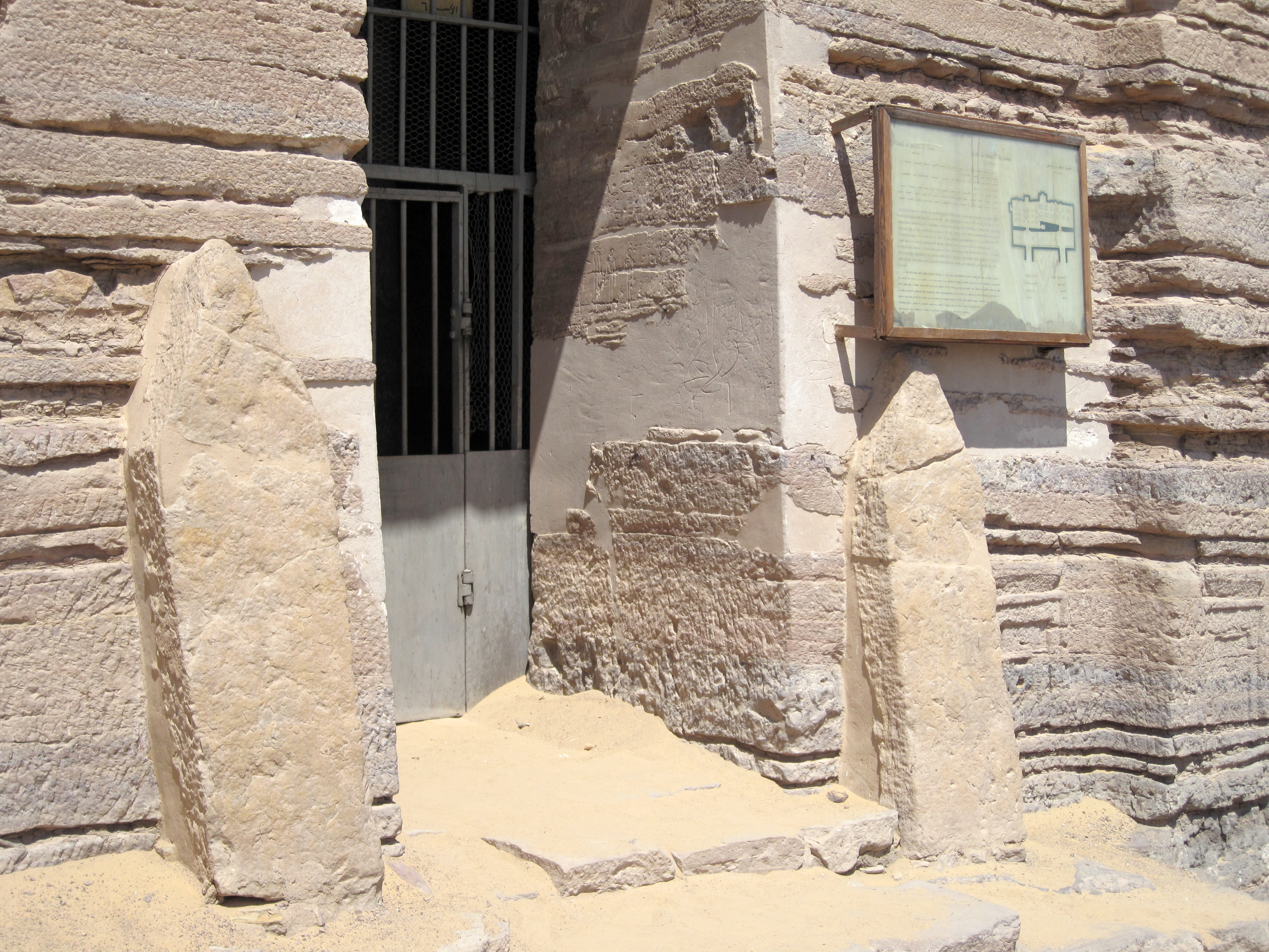
メクとサブニの墓
第6王朝（紀元前2345-2181年）末期のメク (Mekhu〈QH25〉) と息子サブニ (Sabni I〈QH26〉) の墓である。このペピ2世（在位紀元前2278-2184年）の時代のメクとサブニの二重墓には、ヌビア出征中に父メクが殺害され、サブニがそのヌビアの部族の討伐と父の遺体取り戻すために進軍したことが記録されている。またサブニの墓には、当初の彩色を残すいくつかのレリーフなどが保持される。

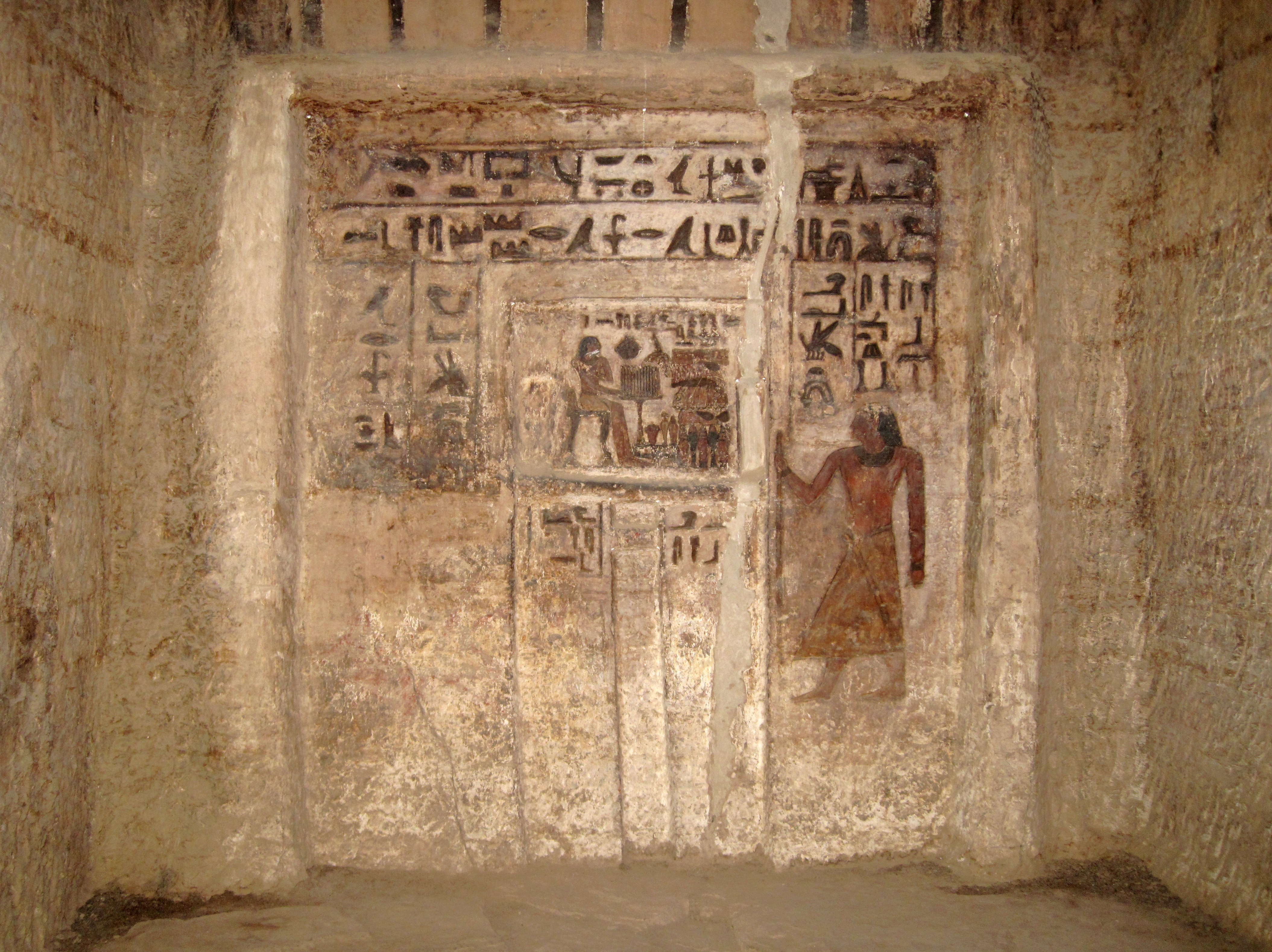
サブニの墓のレリーフ
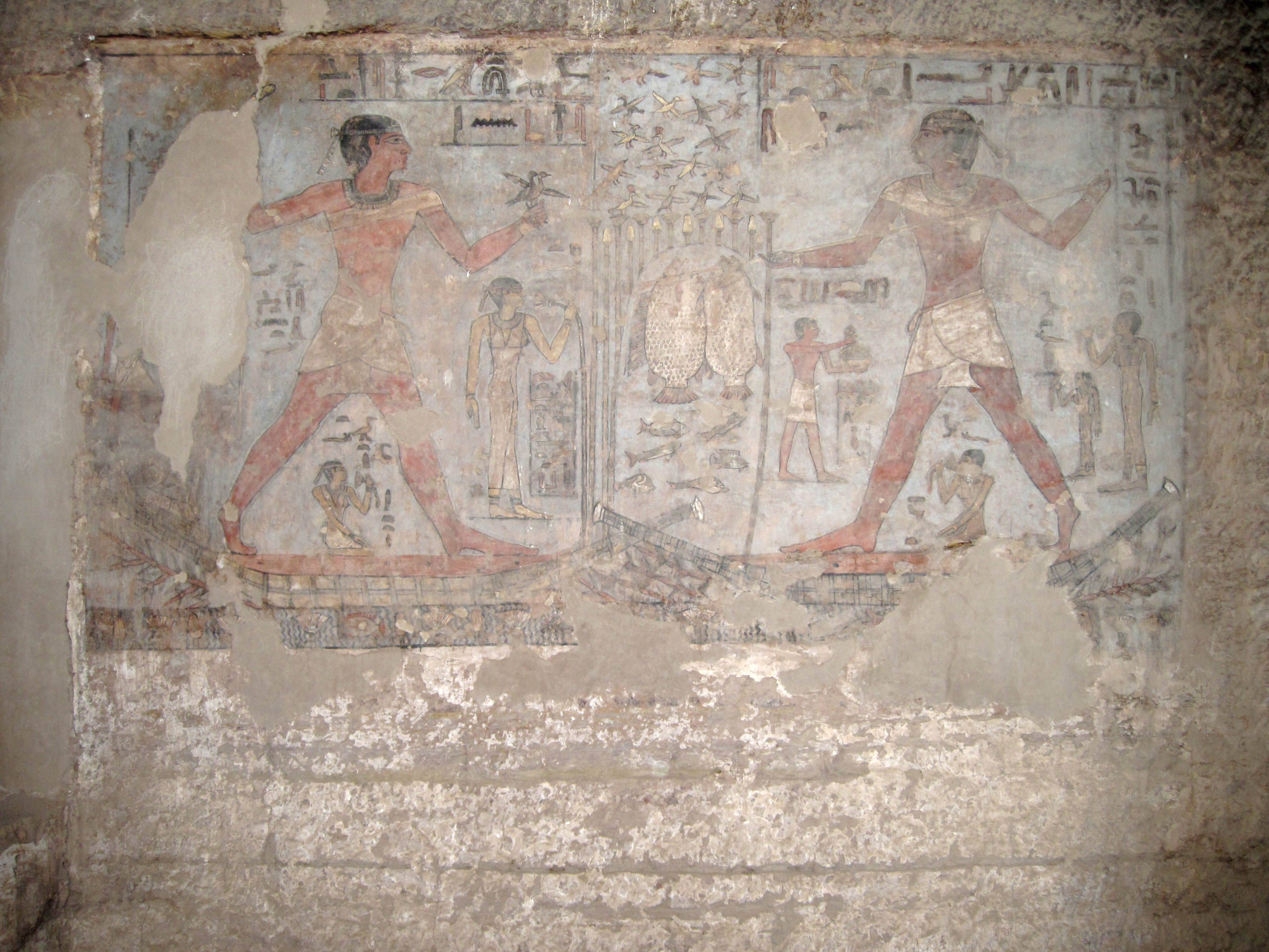
サブニの肖像画 投げ棒で水鳥を狩り（左）銛で魚を捕る（右）

ハルクフの墓

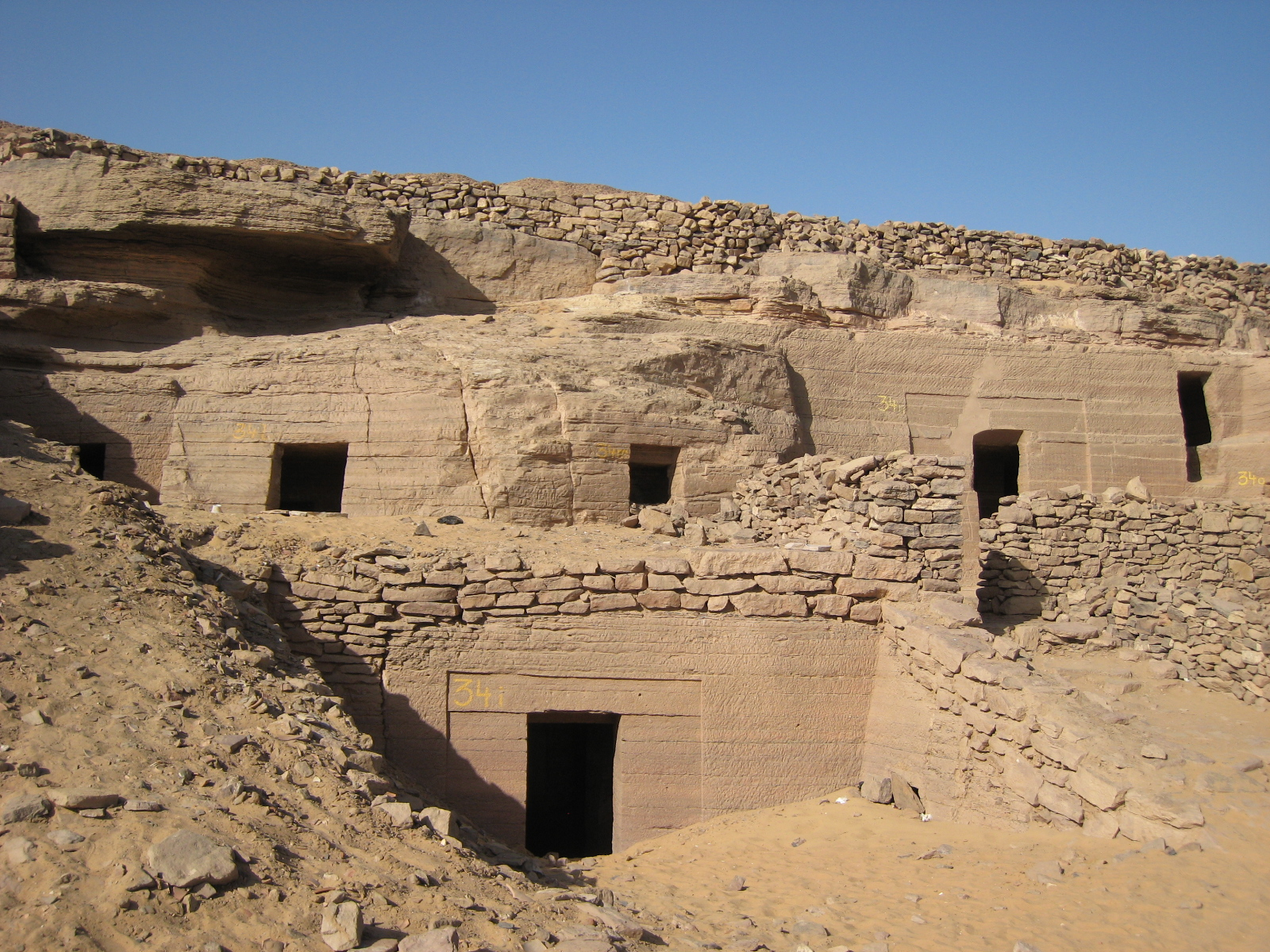
ハルクフの墓（右上）などがあるクベット・エル＝ハワの岩窟墓遺跡

ハルクフ (Harkhuf, Her-chuf〈QH34n〉) は、第6王朝のメルエンラー（在位紀元前2287-2278年）と次代少年王ペピ2世に仕えたアスワン知事で、南方への探検と交易を果たしたことが墓の外面に刻まれた膨大な碑文より知られる。

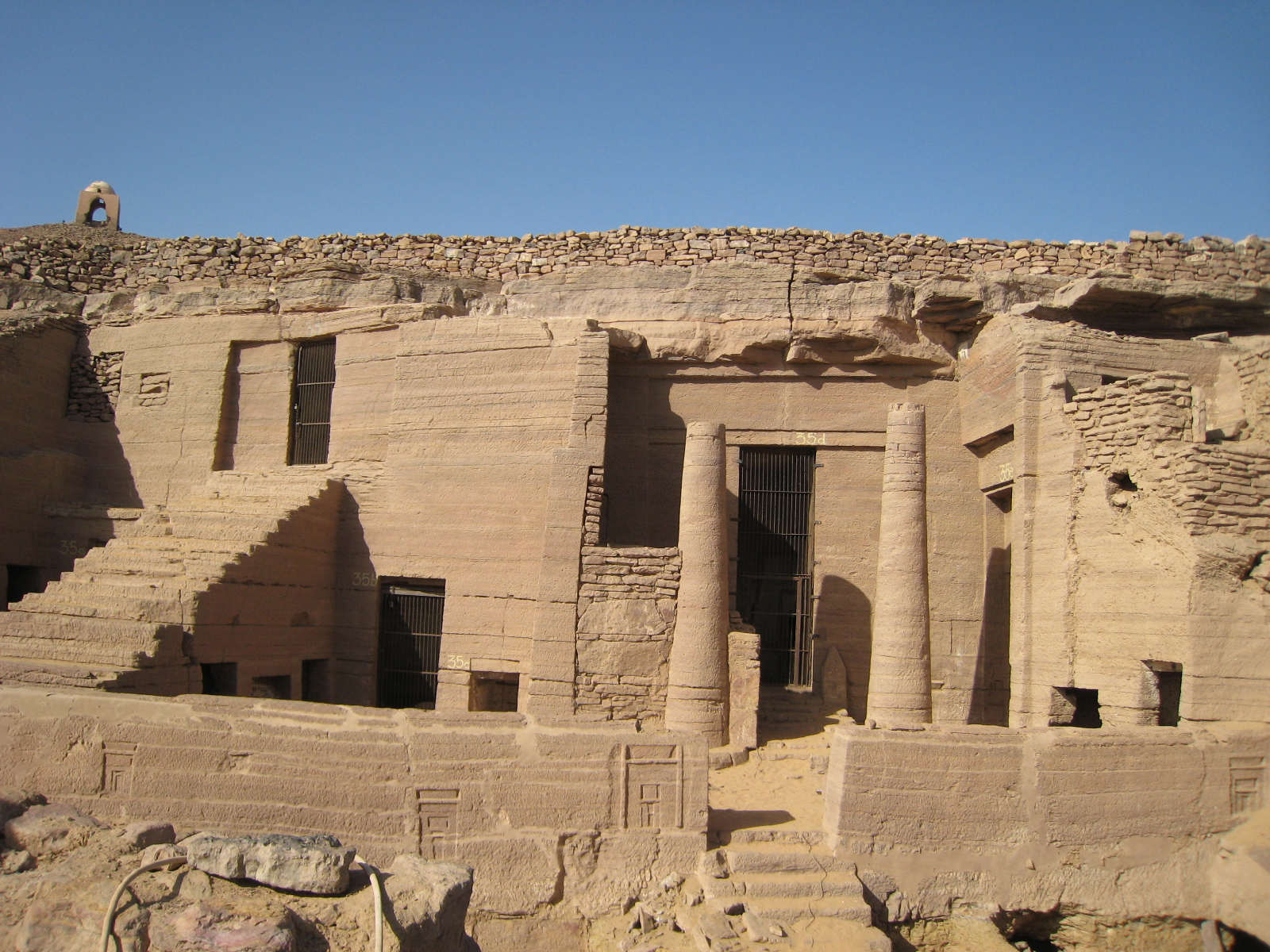
ヘカイブの墓
ヘカイブ (Heqaib〈QH35d〉) は、第6王朝末期、ペピ2世の治世後半の州知事、ペピナクト・ヘカイブ (Pepinakht Heqaib) を指す。ペピナクトは「ペピは勝った」という君主を尊ぶ名前で、ヘカイブは「心臓の支配者」の意で在任中に与えられた渾名であり、「斥候の長」（斥候監督官〈ヌビア人たちの監督官〉）であった。後に地元の英雄として崇拝され、エレファンティネ島にヘカイブの聖域が設けられた。
このほかソベクホテプ (Sobekhotep〈QH90〉) や Ishemai (Iishema/Setkai〈QH98〉) の墓などがある。

### 第1中間期
セトカーの墓
セトカー (Setka, Set-ka, Setikai〈QH110〉) の墓は、第1中間期（紀元前2181-2055年）、第9・第10王朝（紀元前2160-2025年）に構築された。砂岩による壁面に彩色画やレリーフ装飾、碑文が施される。

### 中王国時代
中王国時代（紀元前2055-1650年）には、第12王朝（紀元前1985-1795年）の墓などがある。

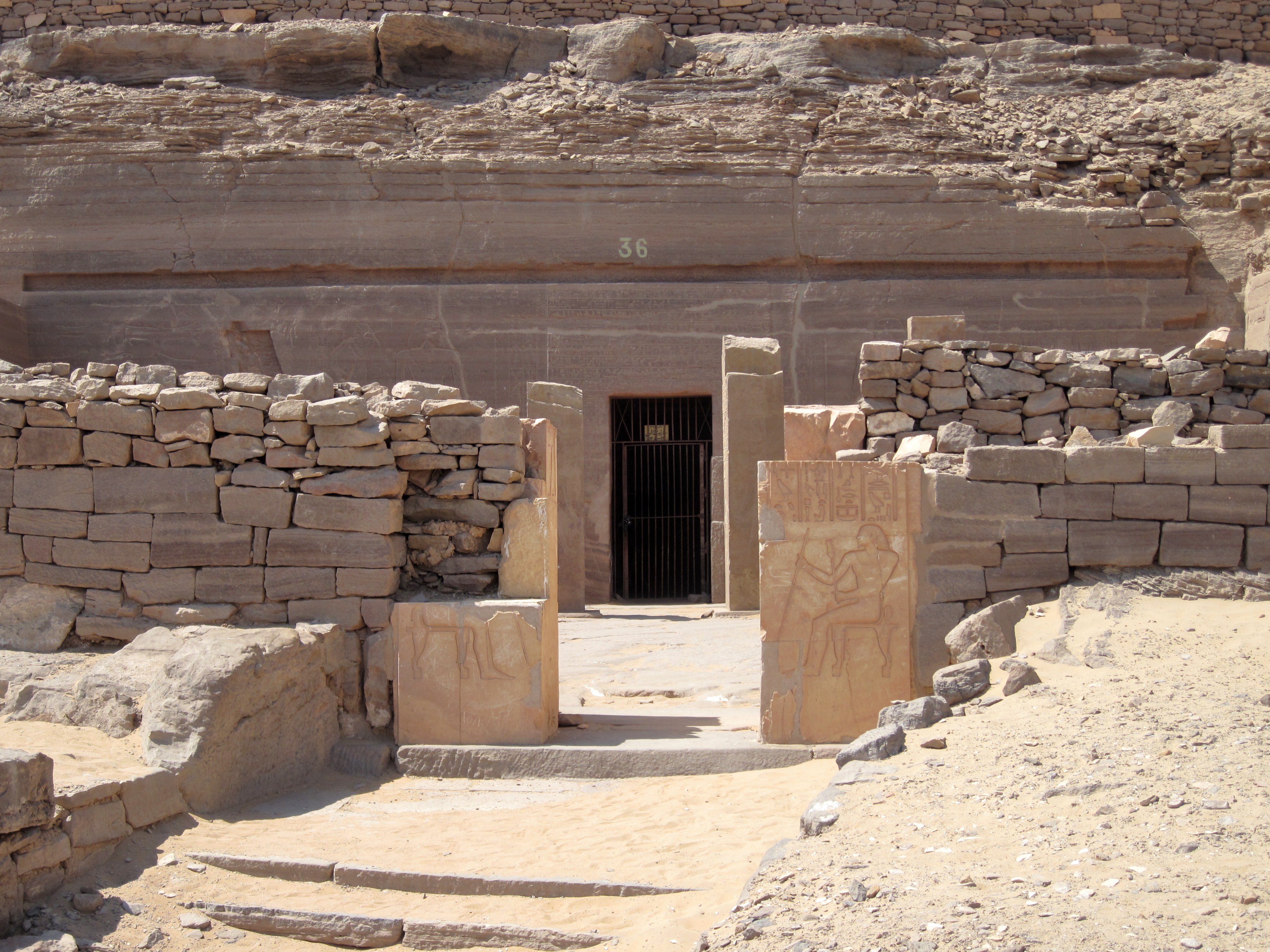
サレンプウト1世の墓
サレンプウト1世 (Sarenput〈Sirenpowet〉I〈QH36〉) は、センウスレト1世（在位紀元前1965-1920年）の治世初期、州知事に任命された。そしてエレファンティネの女主サテトおよび主神クヌムの神官監督官になるとともに、交易に深く関与した。富と権力、それに王への奉仕により寵愛されたサレンプウト1世の壮麗な墓には、広い前庭と白色大理石の戸口が備えられ、浮き彫り装飾および碑文が刻まれる。

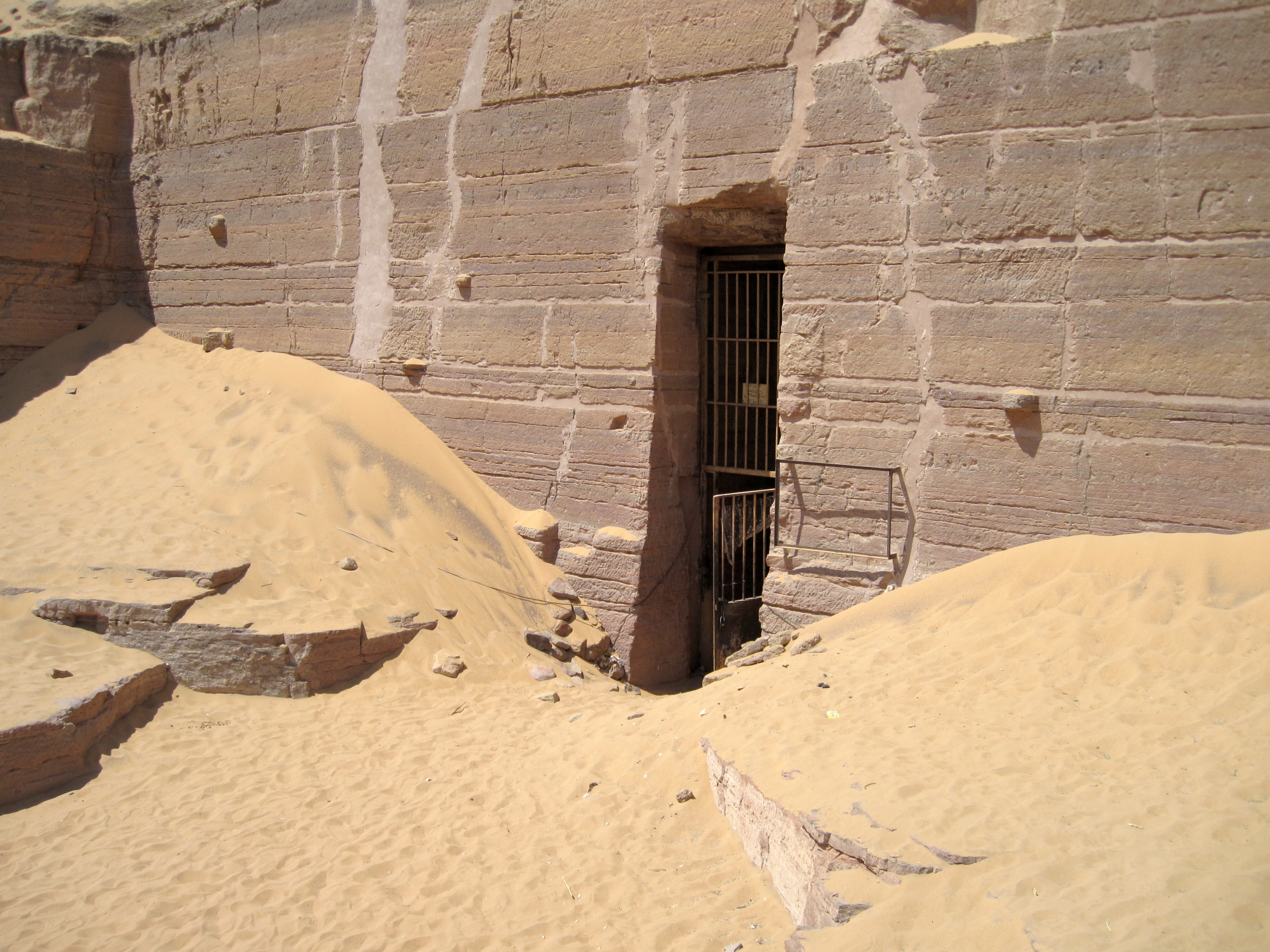
サレンプウト2世の墓
サレンプウト2世 (Sarenput〈Sirenpowet〉II〈QH31〉) はサレンプウト1世の孫で、アメンエムハト2世（在位紀元前1922-1878年）の治世に生まれ、センウスレト2世（在位紀元前1880-1874年）の時代、さらにセンウスレト3世（在位紀元前1874-1855年）の治世におよんだと考えられる。サレンプウト2世の岩窟墓は、列柱室（第1柱室）、供物・聖域礼拝所（第2柱室）、通路、玄室より構成される。古代エジプト美術・建築の傑作の1つともいわれ、通路の壁龕に死者の彫像が配置されるほか、サレンプウトの肖像が描かれ、奥の小さな壁龕の左・右・後壁にとりわけ鮮明な彩色を保つ肖像画が見られる。

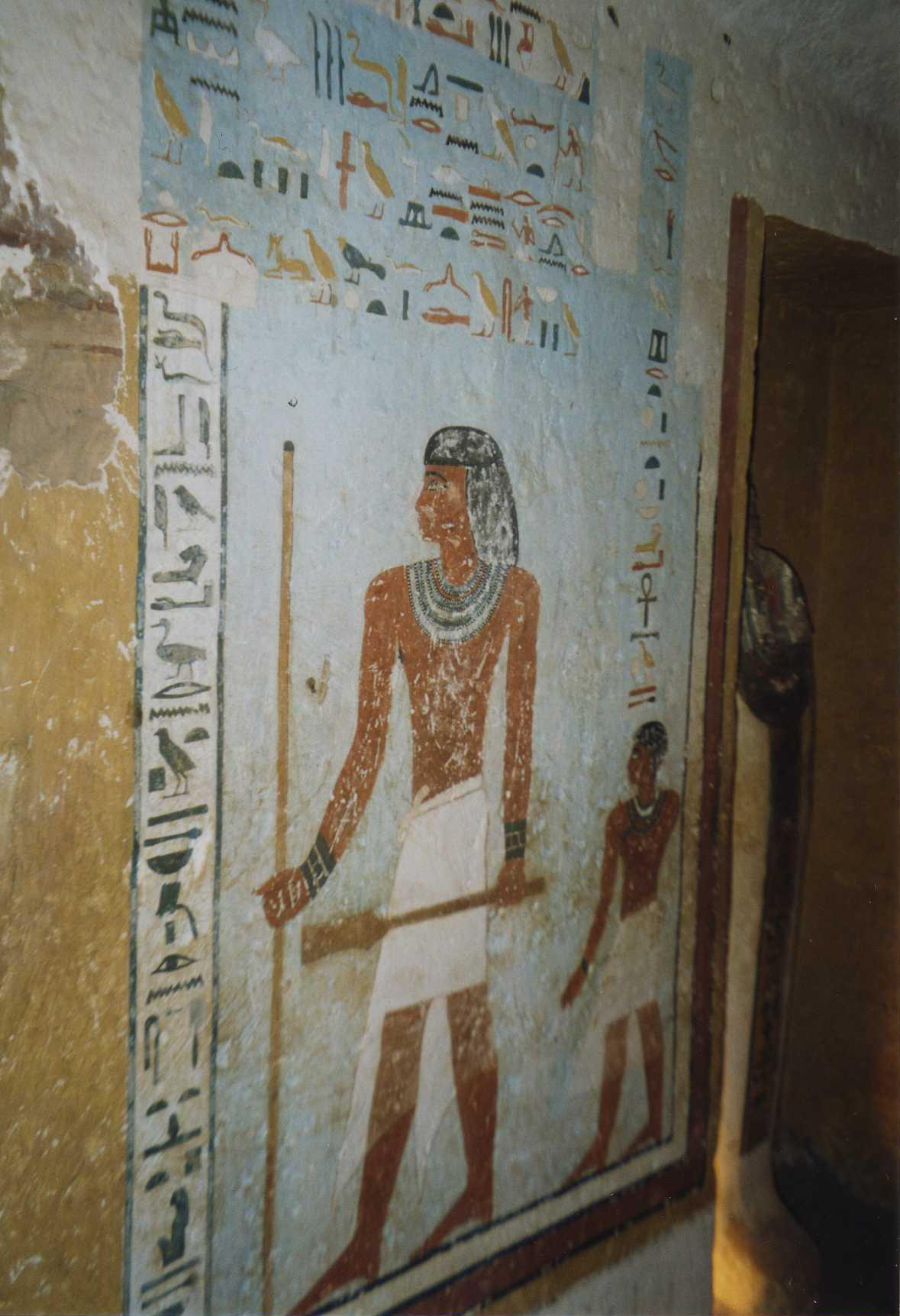
サレンプウト2世の肖像
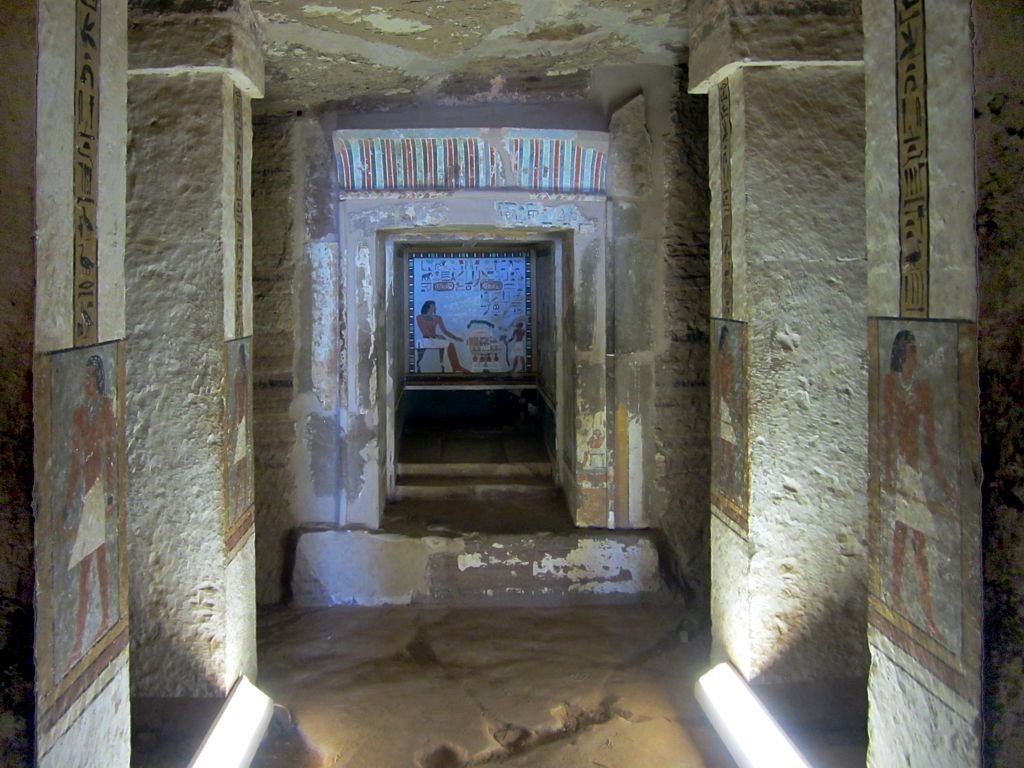
第2柱室（供物・聖域礼拝所）
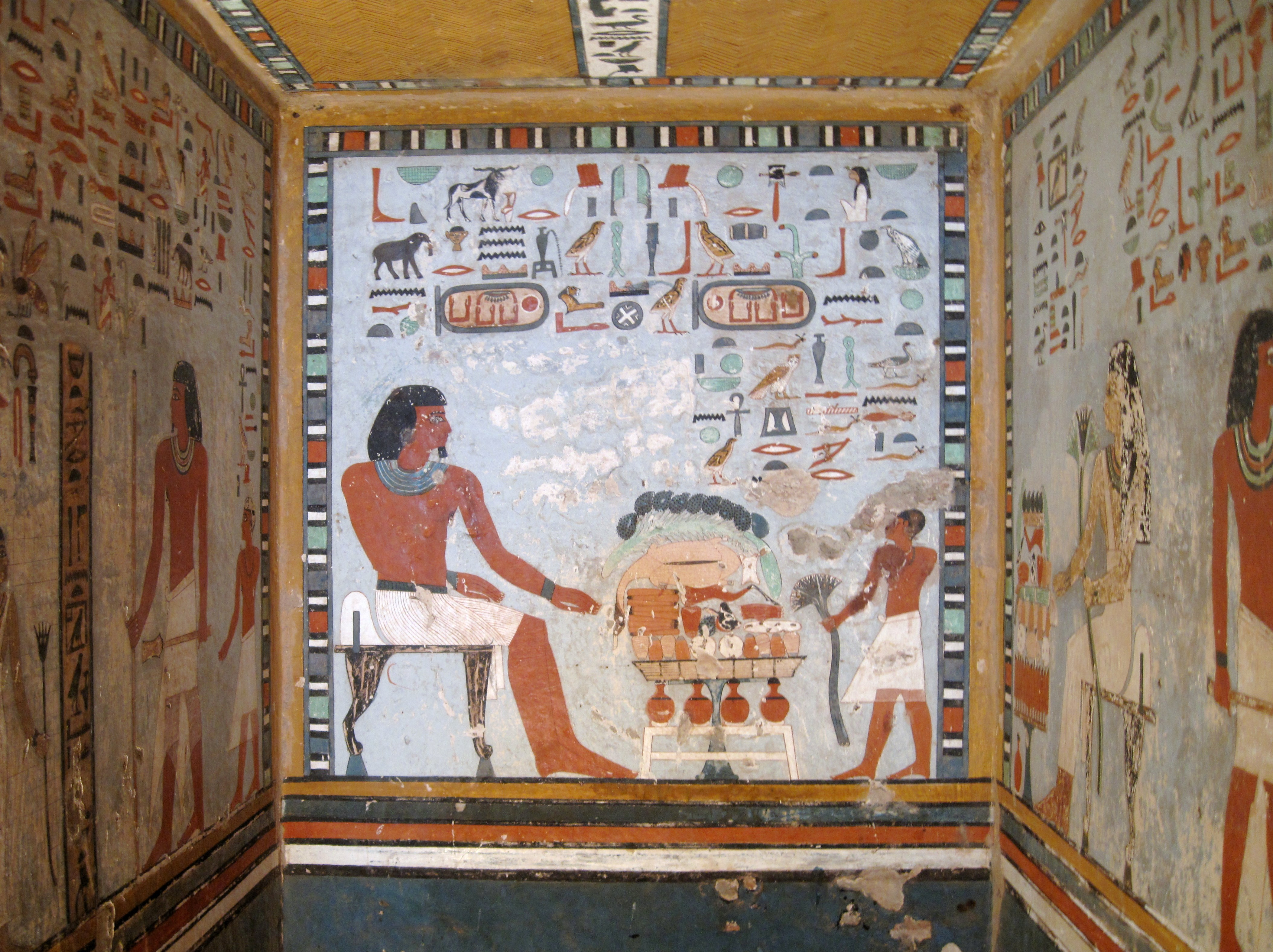
奥の壁龕面の肖像画[注 2]

このほかセンウスレト1世の時代である Penidebu の息子ヘカイブの墓 (QH28)、センウスレト3世からアメンエムハト3世（在位紀元前1855-1808年）の時代の岩窟墓である Sithathor の息子ヘカイブの墓 (QH30) がある。

### 新王国時代以降
ほとんどは古王国から中王国時代の墳墓であるが、新王国時代（紀元前1550-1069年）のものには、Kakm という名前の大司祭の墓のほか 、時代の異なるエレファンティネ統治者の4基の墓があり、彩色画やレリーフの一部が残存する。それぞれの碑文などから、エレファンティネ市長 User（第18王朝）、君主・司祭監督者 Ba Nefer 、上エジプト印の所持者・エレファンティネ統治者アメンホテプ、地方市長 User Wadjat の墓であったことが知られる。
その後、クベット・エル＝ハワの墳墓の多くは、末期王朝時代（紀元前747-332年）の第26王朝（紀元前664-525年）まで二次埋葬に使用された。そして墓地は紀元前5世紀末ごろに放棄されたものと考えられる。

## コプト教会遺跡

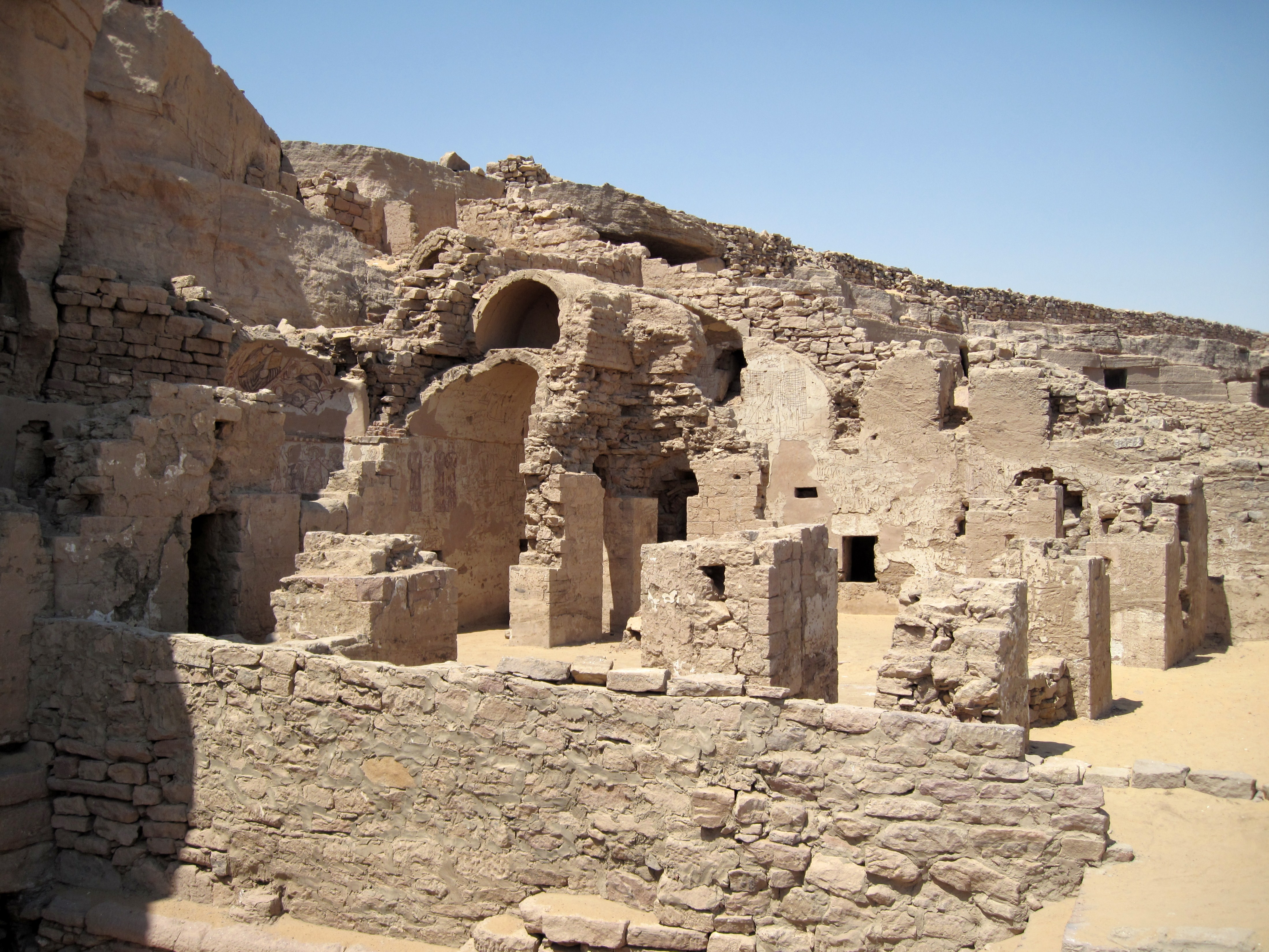
コプト教会の遺構

紀元6世紀には、コプト修道士がクベット・エル＝ハワのネクロポリスを占有するようになった。当初は隠者がいくつか墳墓で隠遁生活をなしていたが、やがて古墳の一部がコプトの教会（11-12世紀）として再使用され、修道院（僧院）が構築された。クベット・エル＝ハワのコプト教会の遺構は、ナイル川の上方約 100メートル (330 ft) の丘の斜面中腹に位置し、面積約 270平方メートル (2,900 sq ft) およぶ。

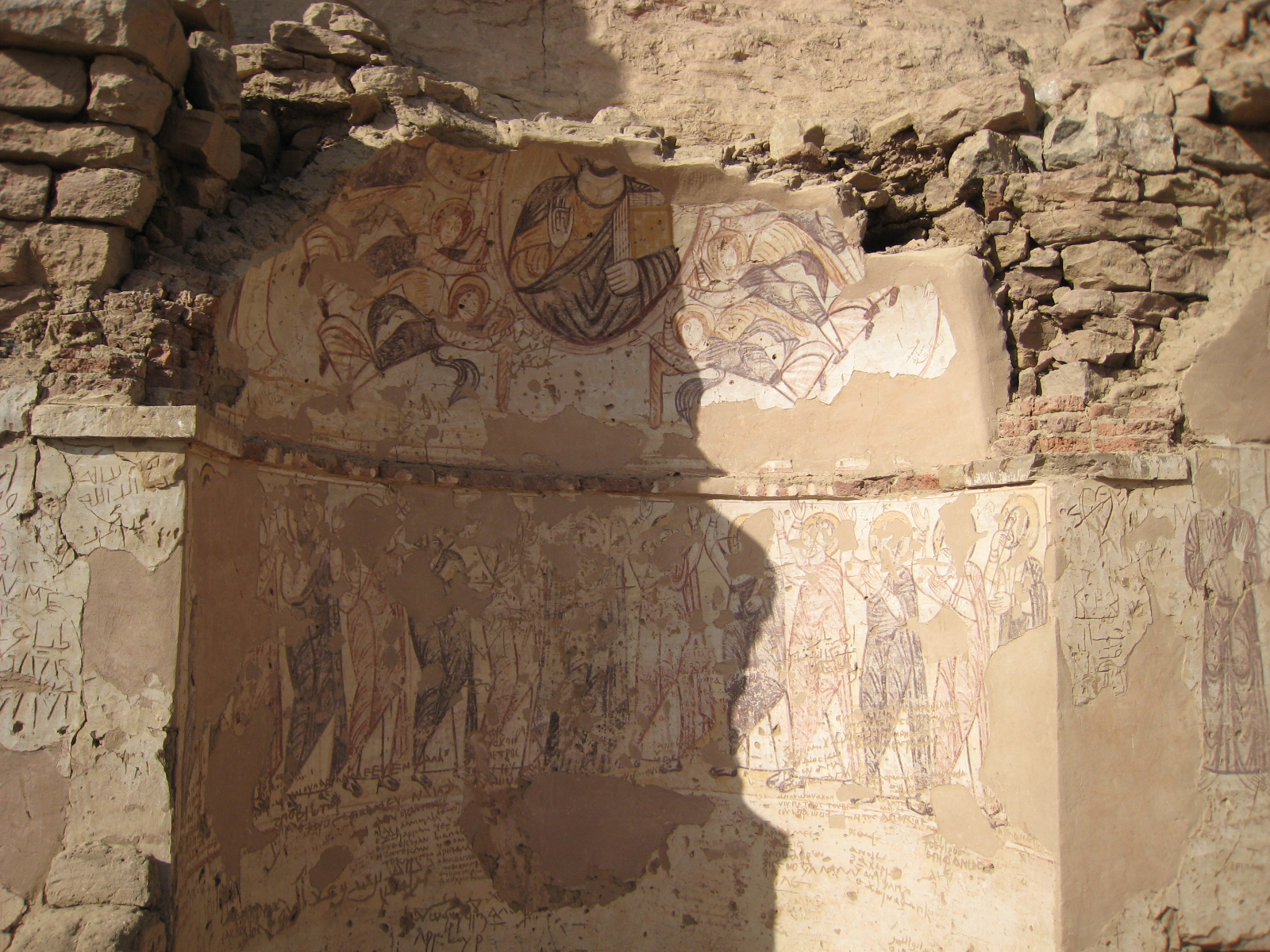
南西壁の正面
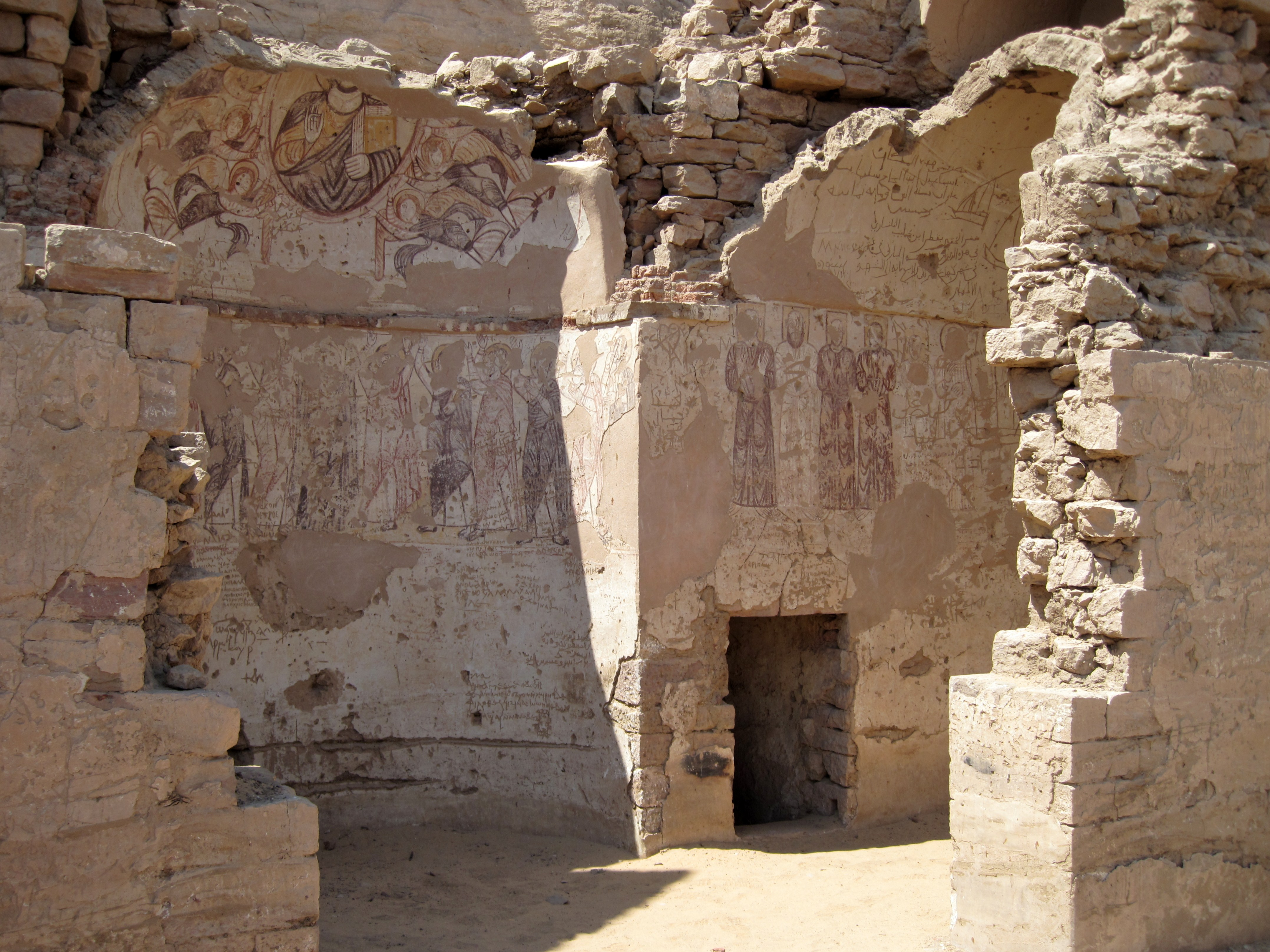
南西壁の一角（2011年）
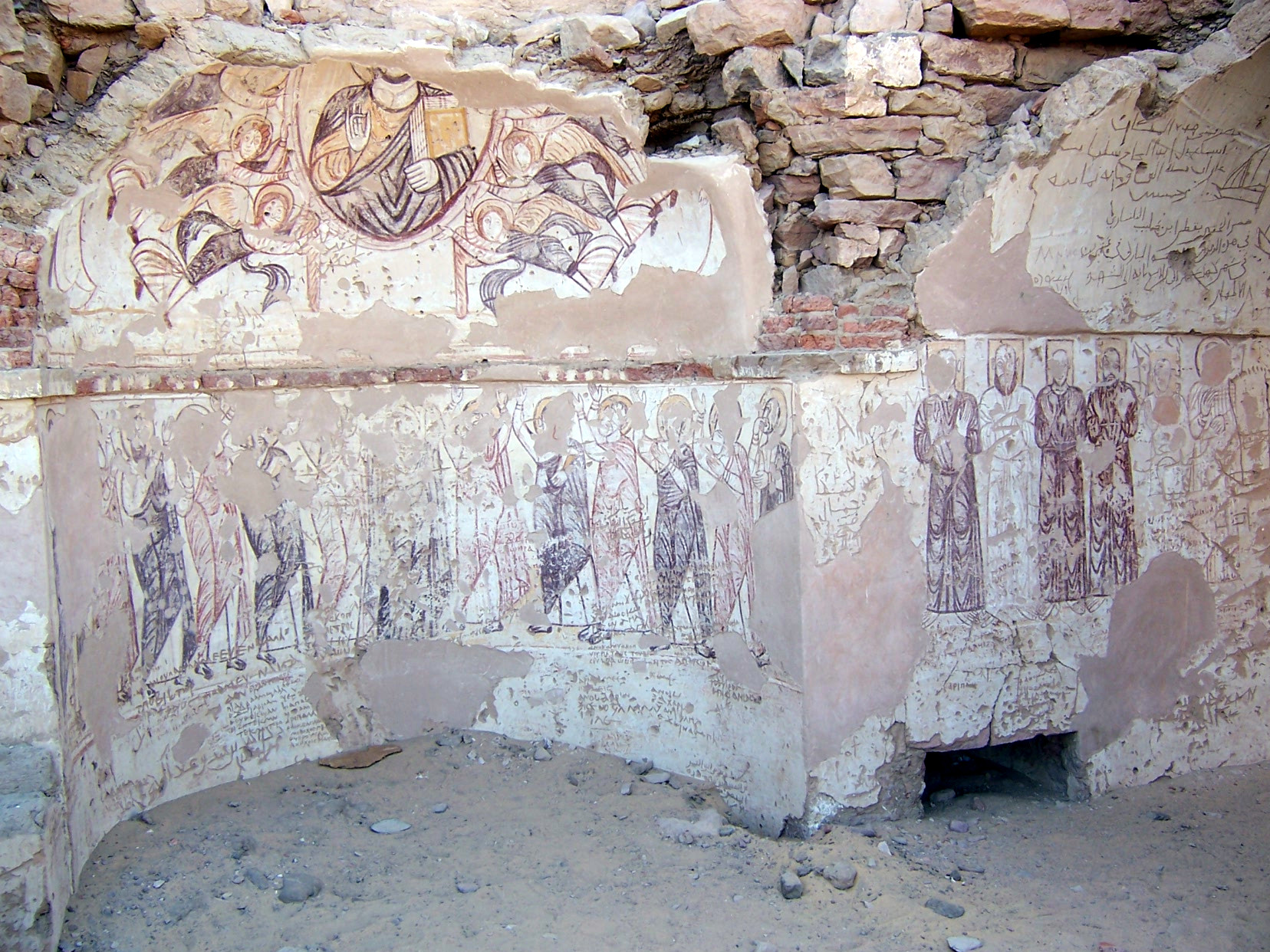
フレスコ画（2007年）

## 発掘・調査

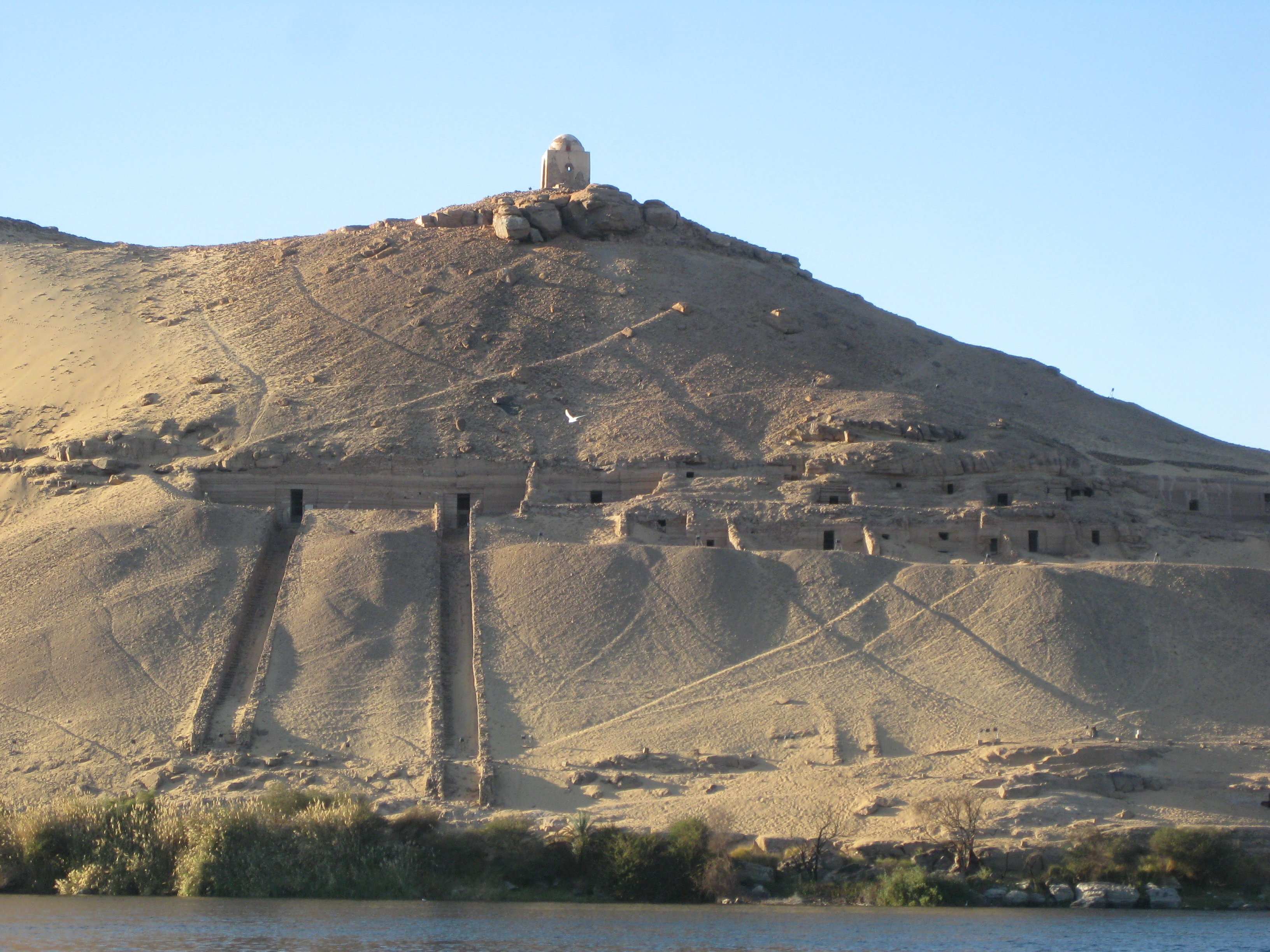
クベット・エル＝ハワ

クベット・エル＝ハワに関する最初の記録は、ナポレオン・ボナパルトのエジプト遠征に伴い、1799年、学者ヴィヴァン・デノンらがアスワン一帯を記したものが挙げられる。次いで岩窟墓についての報告は、1813年のヨハン・ルートヴィヒ・ブルクハルトによるもので、没後出版された『ヌビア旅行』（“Travels in Nubia”、1819年）に記される。
遺跡は、好古家らにより採取されるがまま放置されていたが、1885年、イギリス陸軍将官フランシス・グレンフェルのもとで発掘が行われた。1886年に大英博物館よりウォーリス・バッジが訪れた後、1892年よりイタリアのエジプト学者エルネスト・スキャパレリが発掘を開始し、1893年にハルクフの墓を発見した。1894年にはフランスのジャック・ド・モルガンが墓を目録化して発表した。そして1900年代初頭、ハワード・カーターに認められたメアリー・セシル (Lady William Cecil) が1901-1905年にかけて発掘を行なった。
激動の時代を経た後、エジプト学者ラビブ・ハバチが1946-1951年にかけて発掘調査を行い、続いてドイツのエルマー・エーデルが実質1957-1984年までクベット・エル＝ハワの地下墓のさらなる調査を実施していった。また、1993年には第1中間期のセトカーの墓が M・ジェンキンスにより調査された。コプト教会遺跡は、存在が報告されていたが、1998年にエジプトの考古最高評議会が Khounes(Khunes, Junes) の墓 (QH34h) 北側の砂を除去したことにより発現に至った。
クベット・エル＝ハワの遺跡調査は、2003年からのイタリアの調査隊を始め、2008年よりスペインのハエン大学が発掘調査を開始した。2016年には、イギリスのバーミンガム大学とエジプト探査協会の共同調査が行われた。2017年、スペインの調査隊らが第12王朝時代の知事サレンプウト2世の弟 Shemai の墓を発掘し、木製の内・外の棺（サルコファガス）や副葬品、それにマスクや首飾りを備えカルトナージュに覆われたミイラを発見した。2016年には別の地下墓よりサレンプウト2世の次女 Sattjeni の木棺（内・外）が発掘されている。同じく2018年からのハエン大学による東部墳墓群の発掘調査より、2019年、セベク崇拝にまつわると考えられるワニのミイラ10体が発掘された。また Martin Bommas らの調査により、同年末、古王国時代のマスタバ墓6基・竪穴墓2基・岩窟墓1基が新たに発見された。
エジプト考古最高評議会は、2022年7月、遺跡の新たな公開に向けてクベット・エル＝ハワ（風のドーム）および「貴族の墓」の修復事業の開始を発表した。